# Viktor Trill
Viktor Trill (* 22. November 1905 in Brünn; † 4. Mai 1981 in Bremen) war ein böhmisch-deutscher SS-Oberscharführer und Angehöriger des Sonderkommandos 4a. Er war Angeklagter im sogenannten Callsen-Prozess gegen Angehörige des Sonderkommando 4a in Darmstadt. 

## Leben
Viktor Trill war Sohn eines Waagenherstellers. Er hatte nach dem Besuch der dortigen Volks- und Bürgerschule den Beruf eines Elektrikers erlernt. Nach Abschluss der Lehre mit der Gesellenprüfung war er dann von 1923 bis 1927 in einer Kraftfahrzeugfirma, seit 1927 und nach Erlangung des Führerscheins mit Unterbrechungen als Kraftfahrer tätig. Trill war Mitglied der Sudetendeutschen Partei. 
1939 wurde Trill als Kraftfahrer bei der Staatspolizeileitstelle Brünn eingestellt. Im März 1939 wurde Trill Mitglied der Allgemeinen SS. Im April 1939 trat er der NSDAP bei. Im Frühjahr 1941 wurde Trill nach Pretzsch (Elbe) abgeordnet und dem Sonderkommando 4a in der Einsatzgruppe C als Kraftfahrer zugeteilt. Am 29. und 30. September 1941 war er als Schütze am Massaker von Babyn Jar beteiligt. Er fragte seinen Vorgesetzten Kuno Callsen: „Hauptsturmführer, haben Sie nichts mehr zum Schießen?“ Er erschoss persönlich 250 Menschen. Im Januar 1942 war er auch Schütze bei Massenerschießungen in Charkow. Beim Sonderkommando 4a blieb er bis Sommer 1942. Anschließend war er wieder Kraftfahrer und Garagenmeister in der Gestapodienststelle Brünn. Mitte 1944 wurde er zur Gestapo-Dienststelle in Bergen versetzt. 
Nach dem Krieg geriet er in britische Gefangenschaft und wurde zunächst in Norwegen, später im Internierungslager Ludwigsburg interniert, von wo er Ende 1948 entlassen wurde. Im Spruchkammerverfahren war er in Gruppe 3 der Minderbelasteten eingestuft worden. Zuerst verrichtete er Notstandsarbeiten, später war er im Lager der Firma Borgward bis zu deren Zusammenbruch beschäftigt. Danach war er kurz bei einer Schiffsbaufirma und später bei der Firma Rheinstahl-Hanomag als Kontrolleur in der technischen Inspektion. Mit seiner Verhaftung am 25. Mai 1965 wurde Trill entlassen und befand sich dann bis 14. Dezember 1965 in Untersuchungshaft.
Am 2. Oktober 1967 begann in Darmstadt die Hauptverhandlung gegen ehemalige Angehörige des Sonderkommandos 4a. Am 29. November 1968 sprach das Schwurgericht in zwei Fällen einen Schuldspruch, aber gemäß §47 Absatz II des Militärstrafgesetzbuchs wurde von Bestrafung abgesehen.